# Sterreschans (Pannerden)
Het Fort Sterreschans is een Nederlands voormalig fort aan het Pannerdensch Kanaal, dicht bij de huidige splitsing van de rivieren Rijn en Waal.  Het fort werd gebouwd in 1742, om deze splitsing militair te kunnen controleren.  De naam Sterreschans refereert aan het zespuntige ontwerp.  Het fort werd ook wel Nieuw Schenkenschans genoemd, naar zijn voorganger Schenkenschans. Deze vesting lag ten noordwesten van de Duitse stad Kleve, op de plaats waar in het verleden lange tijd de splitsing tussen Rijn en Waal lag. 
Fort Sterreschans was in gebruik tot 1795, toen de Fransen het geschut onklaar maakten.  Door regulatie van het rivierwater, en de verzanding als gevolg daarvan, was inmiddels het punt van separatie van Rijn en Waal enkele honderden meters zuidelijker komen te liggen.  Bij die nieuwe riviersplitsing werd in 1869 Fort Pannerden gebouwd, dat als opvolger van Fort Sterreschans kan worden gezien.
Op de locatie van het voormalige fort ligt nu de buurtschap Sterreschans. De contouren van het oude fort zijn nog gedeeltelijk zichtbaar in het landschap rond de buurtschap.